# Petr Schwarz
Petr Schwarz (Náchod, 12 novembre 1991) è un calciatore ceco, centrocampista dello Śląsk Breslavia.

## Carriera

### Club
Ha giocato nella prima divisione dei campionati ceco e polacco.

### Nazionale
Nel 2022 ha esordito in nazionale.

## Palmarès

### Club

#### Competizioni nazionali
- Coppa di Polonia: 1

Raków Częstochowa: 2020-2021